# Peliala peruvialis
Peliala peruvialis là một loài bướm đêm trong họ Erebidae.